# Brachythecium starkii
Brachythecium starkii là một loài Rêu trong họ Brachytheciaceae. Loài này được (Brid.) Schimp. mô tả khoa học đầu tiên năm 1853.